# Asienspiele 1954
Die 2. Asienspiele fanden vom 1. bis zum 9. Mai 1954 in Manila statt.
Es nahmen 970 Athleten aus 18 verschiedenen Mitgliedsverbänden des Olympic Council of Asia teil. Bei den Spielen fanden 77 Wettbewerbe in acht Sportarten statt. Die Spiele wurden von Ramon Magsaysay, dem dritten Präsidenten der Philippinen nach deren Unabhängigkeit im Jahre 1946, eröffnet. Die Eröffnungs- und Schlussfeier wurden im Rizal Memorial Stadium in Manila veranstaltet.
Das offizielle Logo der Spiele zeigt eine rote Sonne mit 16 Strahlen, die auch bei den letzten Asienspielen verwendet wurde, und darunter 20 goldene Ringe. Über der Sonne stehen der rote bzw. schwarze Schriftzug „Second Asian Games“ und darunter „Ever Onward“. Unter den Ringen steht der rote Schriftzug „Manila 1954“.

## Sportarten
Drei Sportarten – Boxen, Ringen und Schießen – kamen neu hinzu, während Wettbewerbe im Radsport nicht mehr stattfanden. Alle anderen Sportarten wurden schon 1951 ausgetragen.
- Basketball
- Boxen
- Fußball
- Gewichtheben
- Leichtathletik
- Ringen
- Schießen
- Schwimmen
- Wasserball
- Wasserspringen

## Teilnehmende Nationen

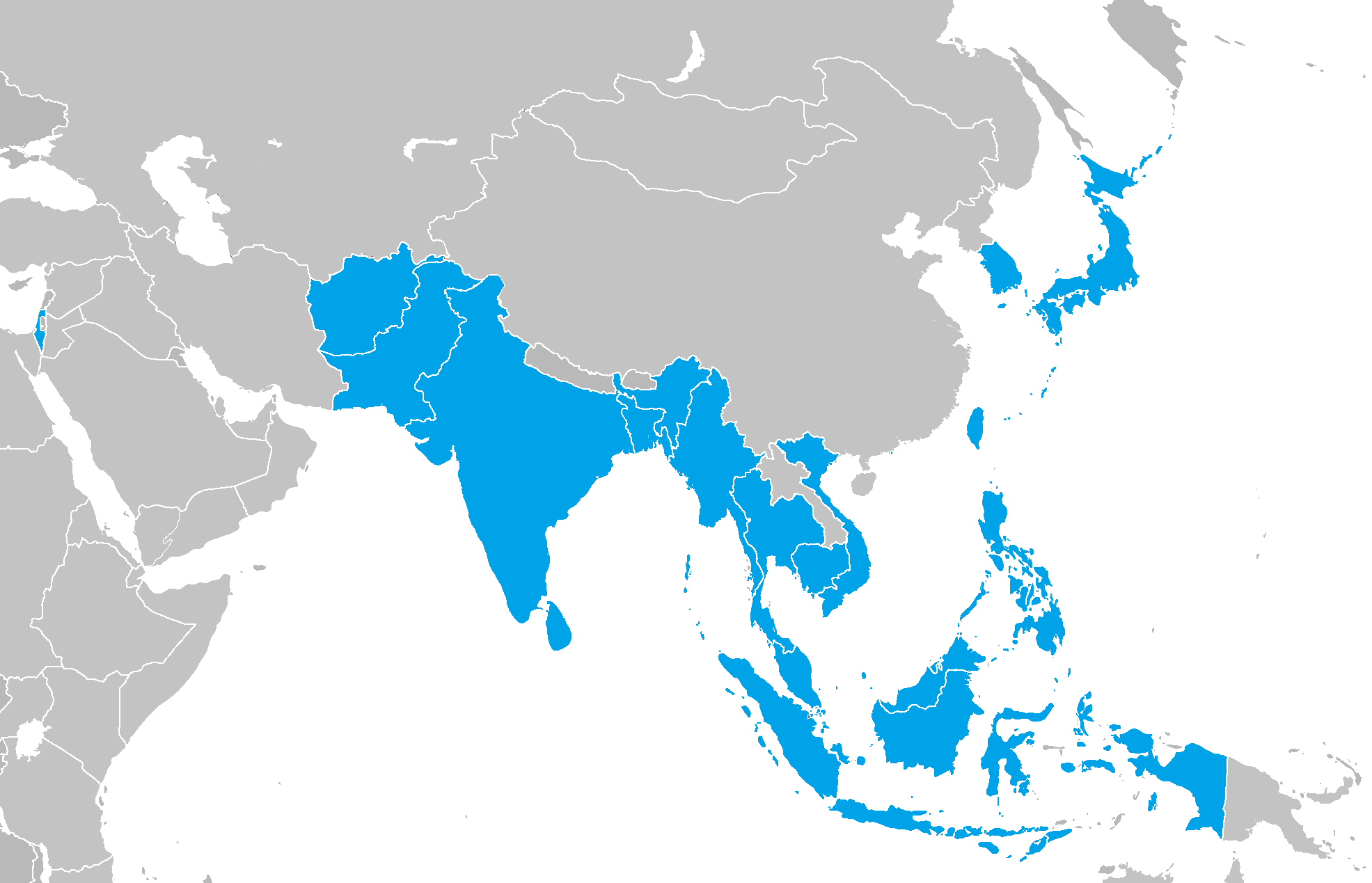
Teilnehmerstaaten der Asienspiele 1954

Neun Staaten machten 1954 ihr Debüt, während zwei Staaten – der Iran und Nepal – nach 1951 nicht mehr teilnahmen.
- Afghanistan
- Birma
- Ceylon
- Hongkong*
- Indien
- Indonesien
- Israel*
- Japan
- Kambodscha*
- Malaya*
- Nordborneo*
- Pakistan*
- Philippinen
- Taiwan*
- Singapur
- Südkorea*
- Staat Vietnam*
- Thailand

* nahmen 1954 erstmals bei den Asienspielen teil

## Medaillenspiegel
| Platz | Land        | Gold | Silber | Bronze | Gesamt |
| ----- | ----------- | ---- | ------ | ------ | ------ |
| 1     | Japan       | 38   | 36     | 24     | 98     |
| 2     | Philippinen | 14   | 14     | 17     | 45     |
| 3     | Südkorea    | 8    | 6      | 5      | 19     |
| 4     | Pakistan    | 5    | 6      | 2      | 13     |
| 5     | Indien      | 5    | 4      | 8      | 17     |
| 6     | Taiwan      | 2    | 4      | 7      | 13     |
| 7     | Israel      | 2    | 1      | 1      | 4      |
| 8     | Birma       | 2    | 0      | 2      | 4      |
| 9     | Singapur    | 1    | 4      | 4      | 9      |
| 10    | Ceylon      | 0    | 1      | 1      | 2      |
| 11    | Afghanistan | 0    | 1      | 0      | 1      |
| 12    | Indonesien  | 0    | 0      | 3      | 3      |
| 13    | Hongkong    | 0    | 0      | 1      | 1      |
| Total | Total       | 77   | 77     | 75     | 229    |